# 小牧 (小牧市)
小牧（こまき）は、愛知県小牧市の町名。現行行政地名は大字小牧および小牧一丁目から五丁目。

## 地理
小牧一～五丁目は小牧市西部に位置し、東は中央一丁目・大字小牧、西は堀の内一丁目および三丁目、南は常普請一丁目・桜井・桜井本町・大字小牧、北は山北町・新町一～三丁目に接する。
大字小牧の区域は、小牧一～五丁目に接する区域を含めて3か所に点在している。

### 河川
- 合瀬川
- 原川

## 世帯数と人口
2022年（令和4年）8月1日現在の世帯数と人口は以下の通りである。
| 町・丁目   | 世帯数    | 人口    |
| ---------- | --------- | ------- |
| 小牧一丁目 | 803世帯   | 1,603人 |
| 小牧二丁目 | 582世帯   | 1,200人 |
| 小牧三丁目 | 310世帯   | 701人   |
| 小牧四丁目 | 932世帯   | 2,122人 |
| 小牧五丁目 | 551世帯   | 1,212人 |
| 小計       | 3,178世帯 | 6,838人 |
|            |           |         |
| 大字小牧   | 295世帯   | 458人   |
| 計         | 3,473世帯 | 7,296人 |

## 学区
市立小・中学校に通う場合、学区は以下の通りとなる。
| 町丁       | 小学校                                  | 中学校             |
| ---------- | --------------------------------------- | ------------------ |
| 小牧一丁目 | 小牧市立小牧小学校                      | 小牧市立小牧中学校 |
| 小牧二丁目 | 小牧市立小牧小学校                      | 小牧市立小牧中学校 |
| 小牧三丁目 | 小牧市立小牧小学校                      | 小牧市立小牧中学校 |
| 小牧四丁目 | 小牧市立小牧小学校 小牧市立小牧南小学校 | 小牧市立小牧中学校 |
| 小牧五丁目 | 小牧市立小牧小学校 小牧市立小牧南小学校 | 小牧市立小牧中学校 |
| 大字小牧   | 小牧市立小牧小学校 小牧市立小牧原小学校 | 小牧市立小牧中学校 |

## 歴史
春日井郡（東春日井郡）小牧村を前身とする。
永禄6年に織田信長が居城を小牧山に移してから、城下には新町・鍛冶町・紺屋町・油屋町・伊勢町・御園・善光寺筋といった町が形成されたが、その後信長が岐阜城に移ったことにより衰退した。これらの町名はその後小字として使用された。

### 町名の由来
小牧市#地名の由来を参照。

### 沿革

#### 大字小牧
- 1889年（明治22年）10月1日 - 町村制施行・合併に伴い、東春日井郡小牧町大字小牧となる[6]。
- 1955年（昭和30年）1月1日 - 合併・市制施行に伴い、小牧市大字小牧となる[6]。
- 1969年（昭和44年） - 一部が東新町となる[6]。
- 1975年（昭和50年） - 一部が弥生町・間々本町・曙町・山北町・懐町・城東町・大新田町・野田町となる[6]。
- 1984年（昭和59年）10月15日 - 一部が堀の内一～五丁目・元町一～四丁目となる[6][7]。
- 1986年（昭和61年）11月22日 - 一部が常普請となる[6][8]。
- 1987年（昭和62年）3月1日 - 一部が新町一～三丁目となる[6][9]。
- 1988年（昭和63年）2月1日 - 一部が小牧一～五丁目となる[6][10]。
- 1989年（平成元年）7月1日 - 一部が小木一丁目となる[11]。
- 1991年（平成3年）1月8日 - 一部が川西一～三丁目となる[12][13]。
- 1993年（平成5年）1月23日 - 一部が中央一～三丁目および五～六丁目となる[14]。

#### 小牧
- 1988年（昭和63年）2月1日 - 以下の通り、城東町の全域および大字小牧・大字市之久田・大字北外山・大字小牧原新田・山北町・野田町・常普請二丁目・桜井の各一部より小牧一～五丁目が成立[6][10]。
  - 一丁目 - 山北町・大字小牧・城東町の各一部
  - 二丁目 - 野田町・城東町・大字小牧・大字小牧原新田の各一部
  - 三丁目 - 大字小牧・大字小牧原新田の各一部
  - 四丁目 - 大字小牧・大字市之久田・常普請二丁目・大字北外山・桜井の各一部
  - 五丁目 - 大字小牧・大字市之久田の各一部

## 施設
- 愛知県立小牧高等学校
- 小牧市立小牧小学校
- 小牧市立第二保育園

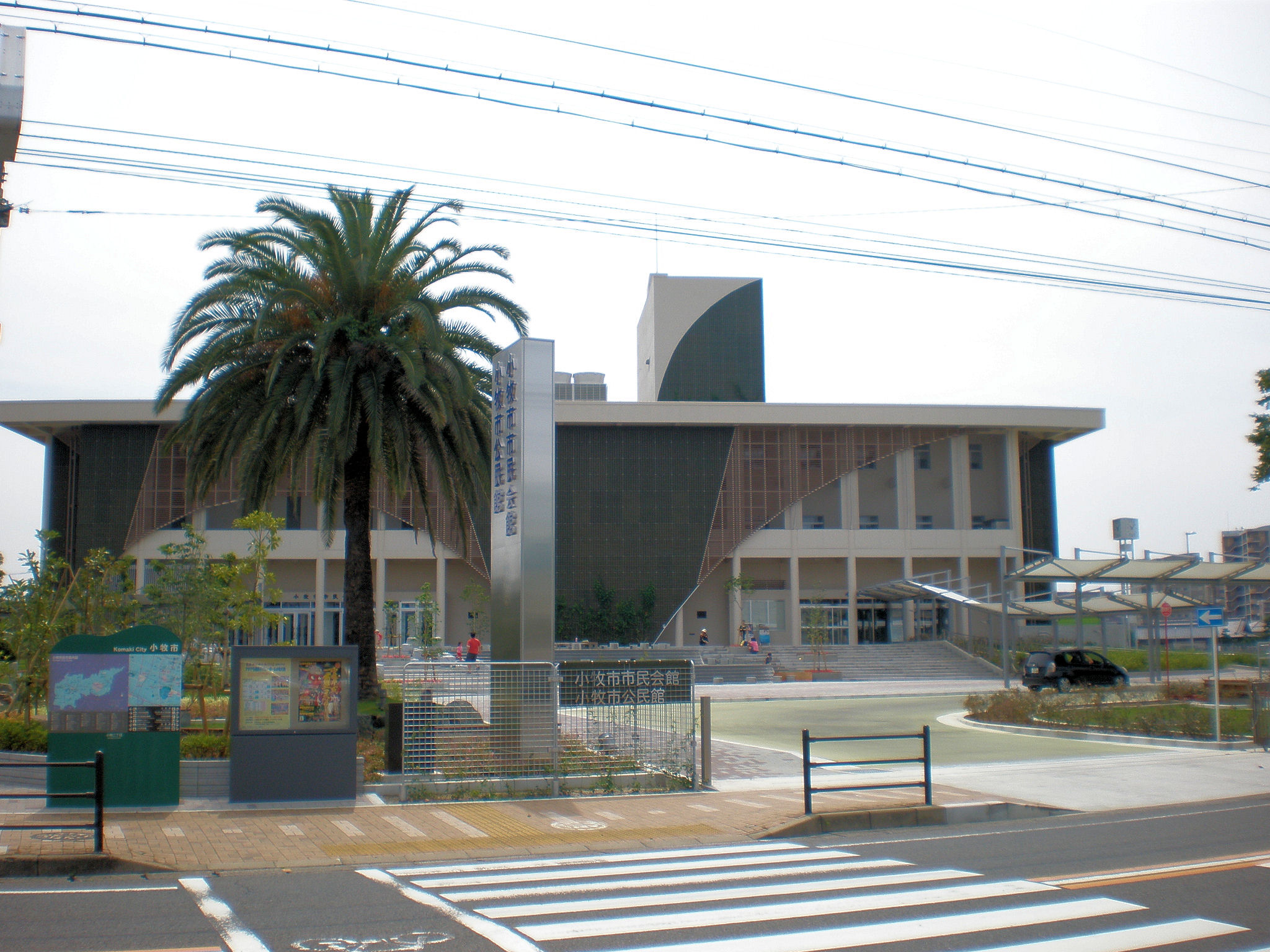
小牧市市民会館・公民館
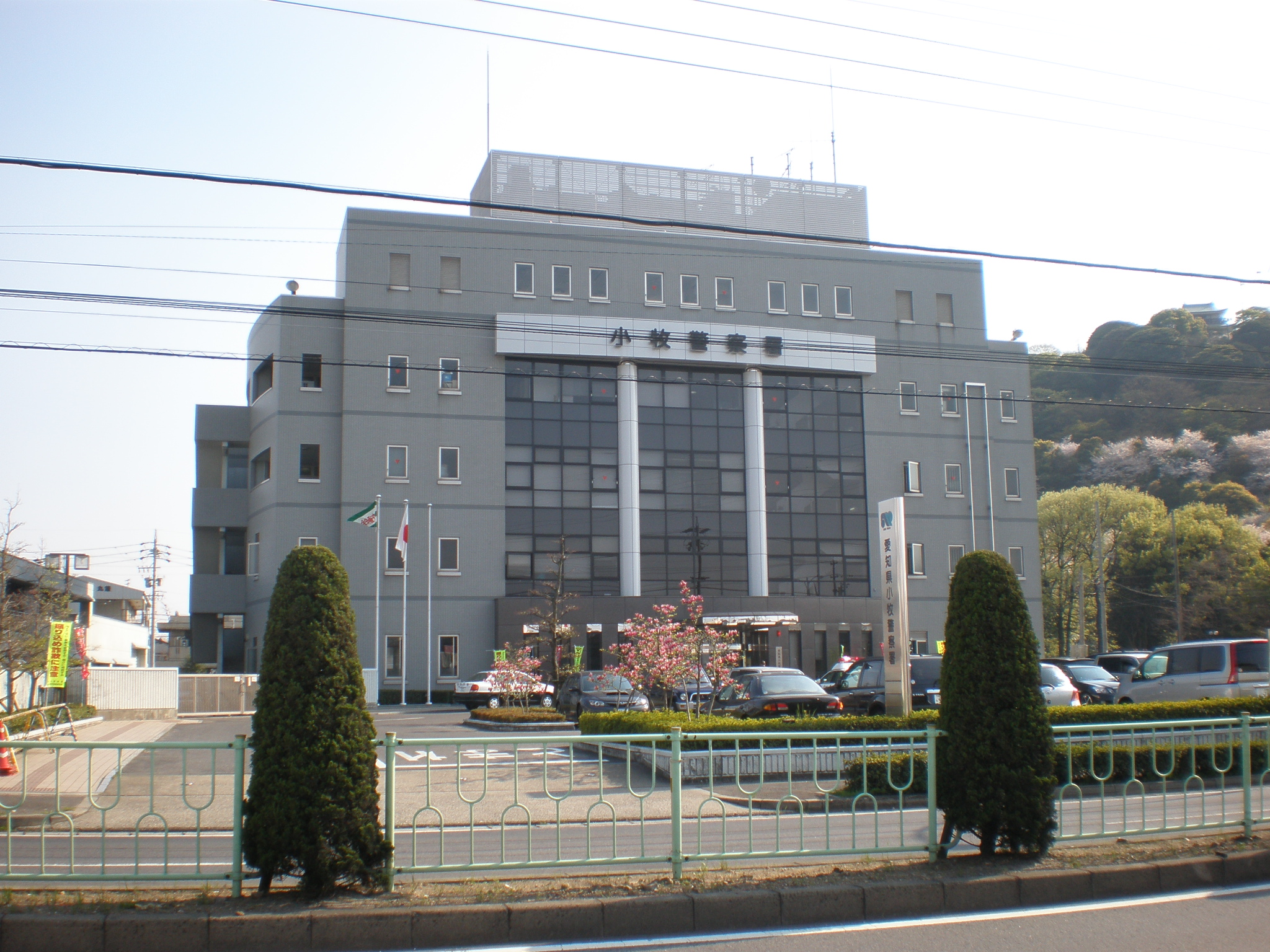
小牧警察署
- ラピオ
  - 小牧市えほん図書館
- 小牧市総合福祉施設ふれあいセンター
- 小牧市民病院（一部）
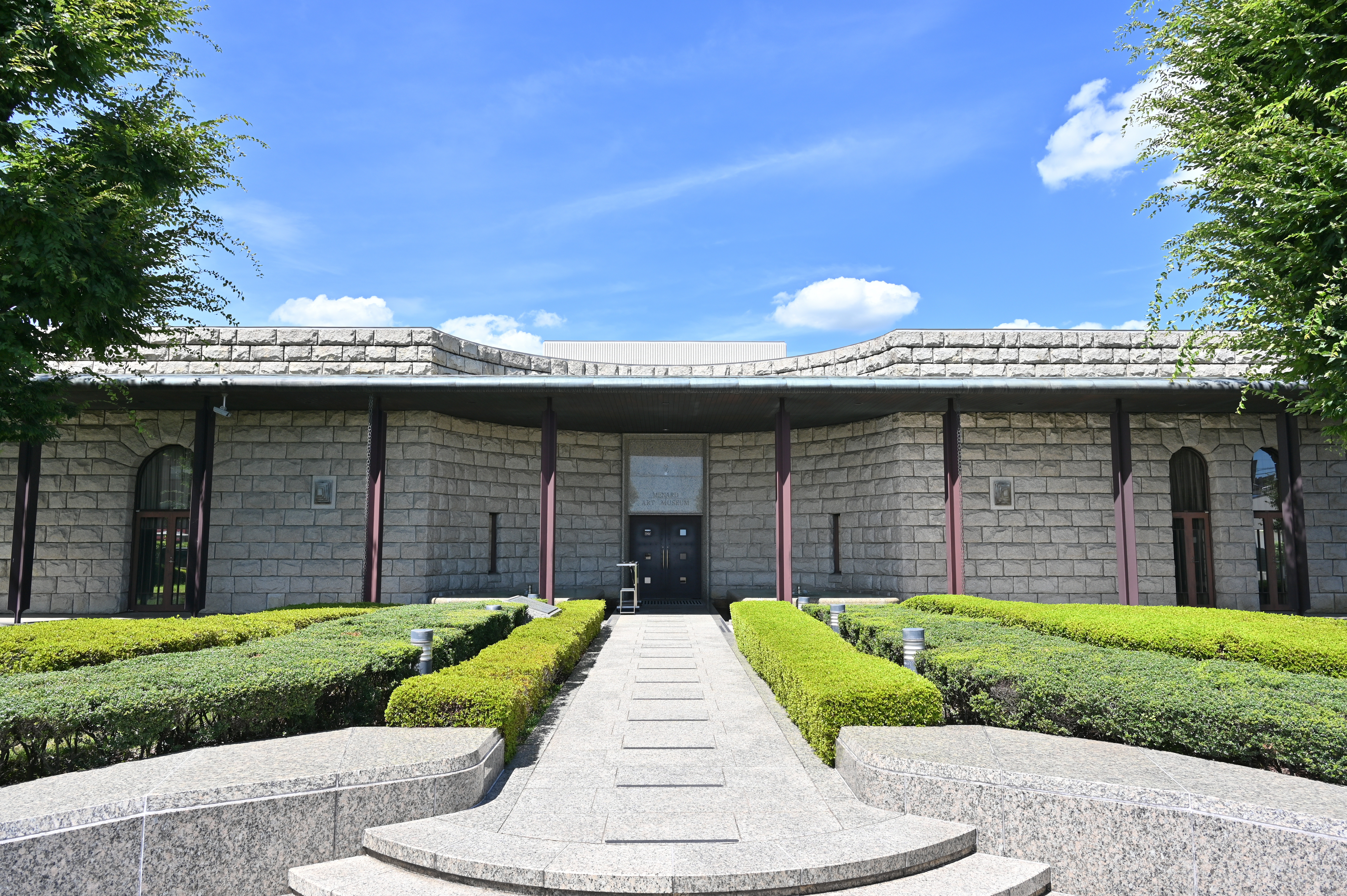
メナード美術館
- 三菱UFJ銀行小牧支店
- あいち銀行小牧中央支店
- JA尾張中央小牧支店
- マックスバリュ小牧駅西店
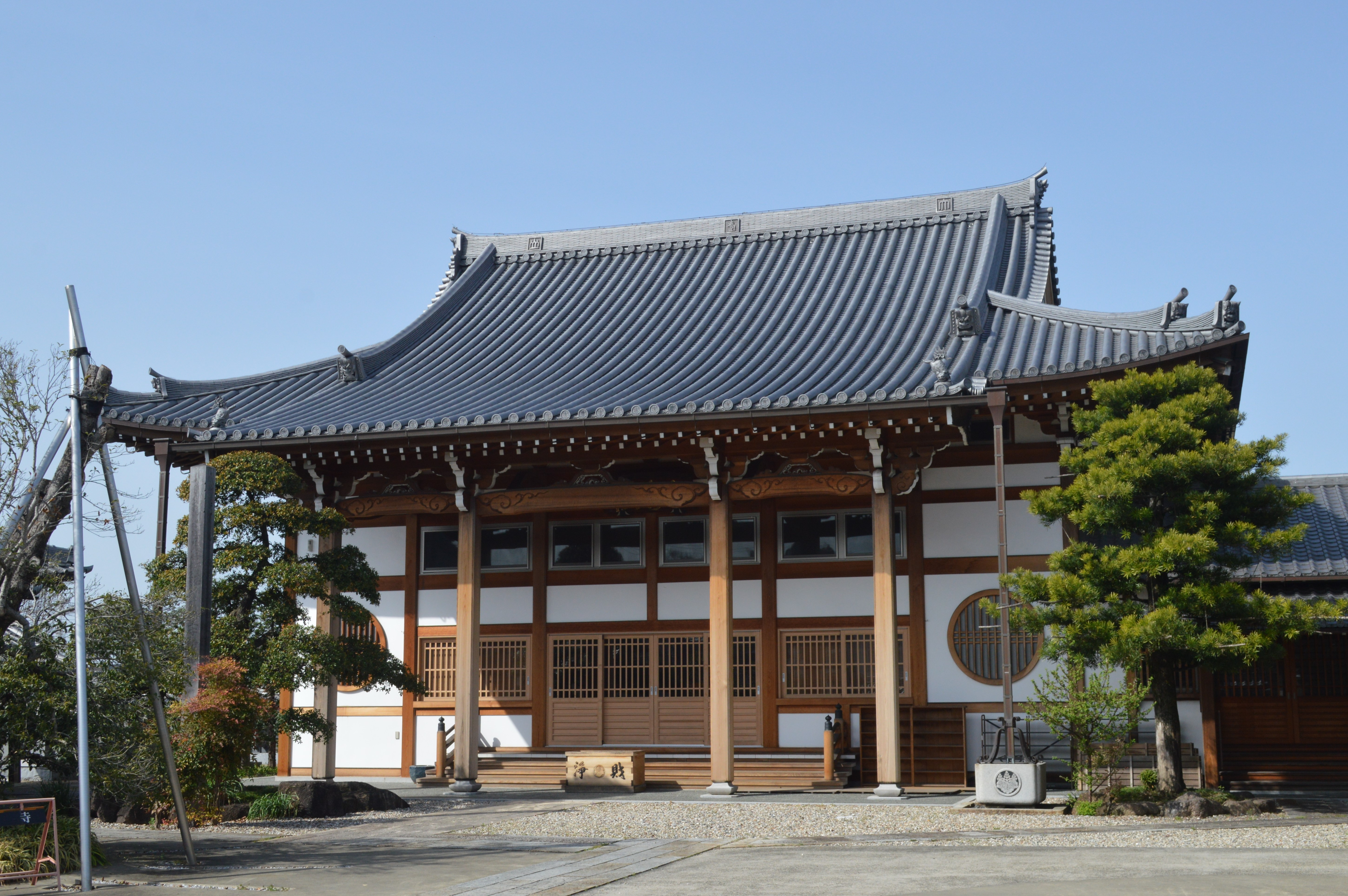
玉林寺
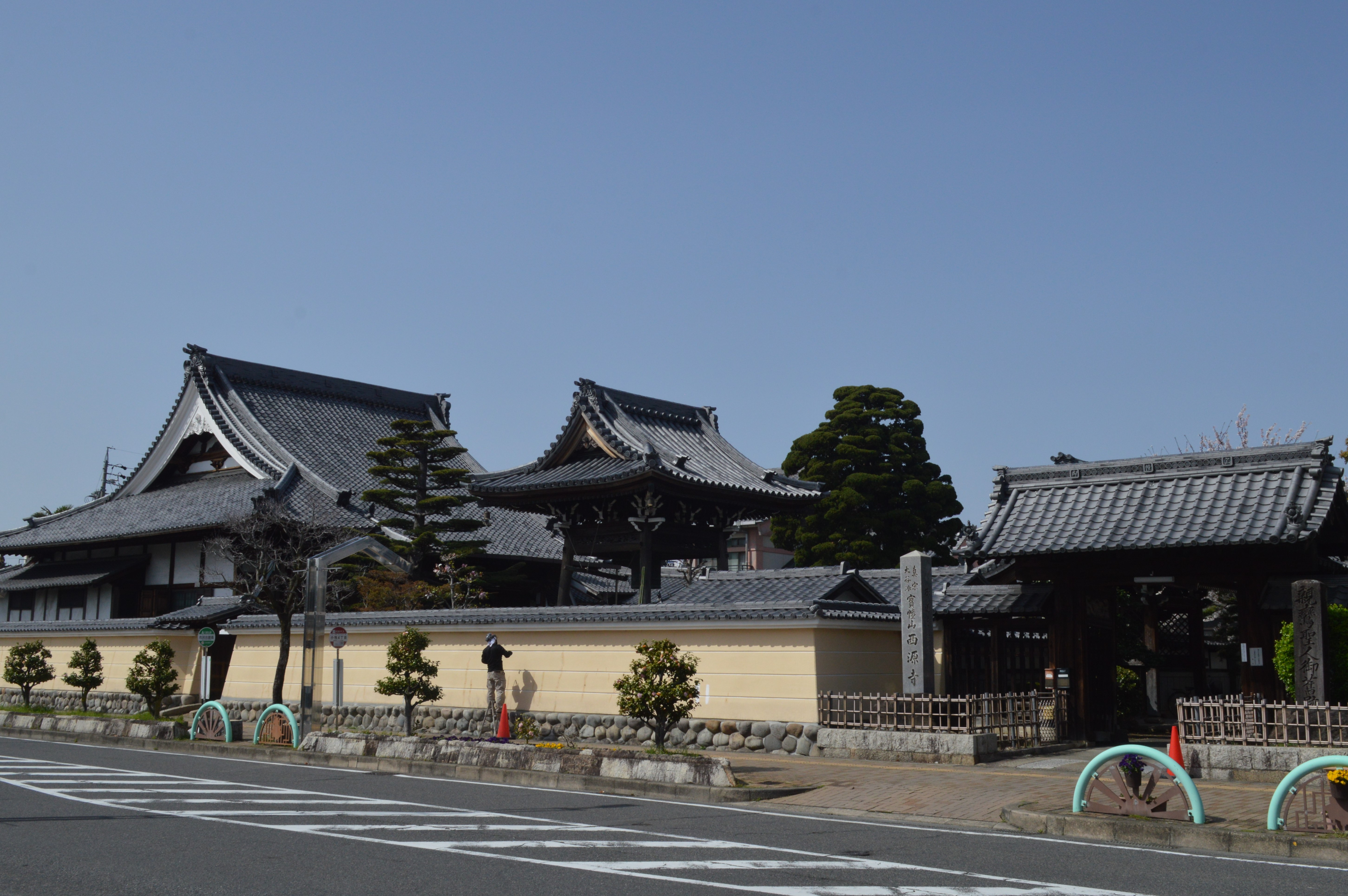
西源寺
- 西林寺
- 戒蔵院
- 啓運寺
- 小牧神明社
- 松尾神社
- 天理教小牧大協会

- 小牧市市民会館・公民館
- 小牧警察署
- メナード美術館
- 玉林寺
- 西源寺

## 交通
- 国道155号（小牧一宮バイパス・北尾張中央道）
- 愛知県道197号小牧春日井線

## その他

### 日本郵便
- 郵便番号 : 485-0041[2]（集配局：小牧郵便局[15]）。